# Casa de los Campomanes
La Casa de los Campomanes se encuentra situada en la localidad asturiana de Oviedo
La casa está fechada en 1662 siendo obra del Ruiz de Santayana.
Es una casa con tres pisos, rectangular de la que cabe destacar el frente de sillería labrada y el escudo de la familia Campomanes.